# Pseudoscopelus bothrorrhinos
Pseudoscopelus bothrorrhinos és una espècie de peix de la família dels quiasmodòntids i de l'ordre dels perciformes.

## Etimologia
Pseudoscopelus prové dels mots grecs pseudes (fals) i skopelos (un peix llanterna), mentre que bothrorrhinos deriva dels mots també grecs bothros (rasa o pou) i rhinos (nas o musell), i fa referència a l'extrem còncau del musell.

## Descripció
El cos, allargat, fa 5,5 cm de llargària màxima i presenta fotòfors preoperculars longitudinals, els quals s'estenen dorsalment fins a la meitat de l'opercle. 7 espines i 22-24 radis tous a les dues aletes dorsals. Aletes pectorals amb 12-14 radis tous i pelvianes amb 1 espina i 5 radis tous. Aleta caudal bifurcada. Absència d'aleta adiposa. 35-36 vèrtebres (17-18 preanals). Musell còncau. Boca terminal. Línia lateral no interrompuda i amb 73-77 escates.

## Hàbitat i distribució geogràfica
És un peix marí, batipelàgic (entre 0 i 1.200 m de fondària) i de clima tropical, el qual viu a la conca Indo-Pacífica: les illes Comores, Indonèsia, Papua Nova Guinea i les illes Gilbert.

## Observacions
El seu índex de vulnerabilitat és baix (11 de 100).